# Innesto X Mount
L'innesto (o attacco) X Mount è un tipo di innesto progettato dalla Fujifilm ed utilizzato nelle fotocamere della serie X con obiettivi intercambiabili.
Questi obiettivi sono progettati per sensori APS-C da 23,6 mm x 15,6 mm.

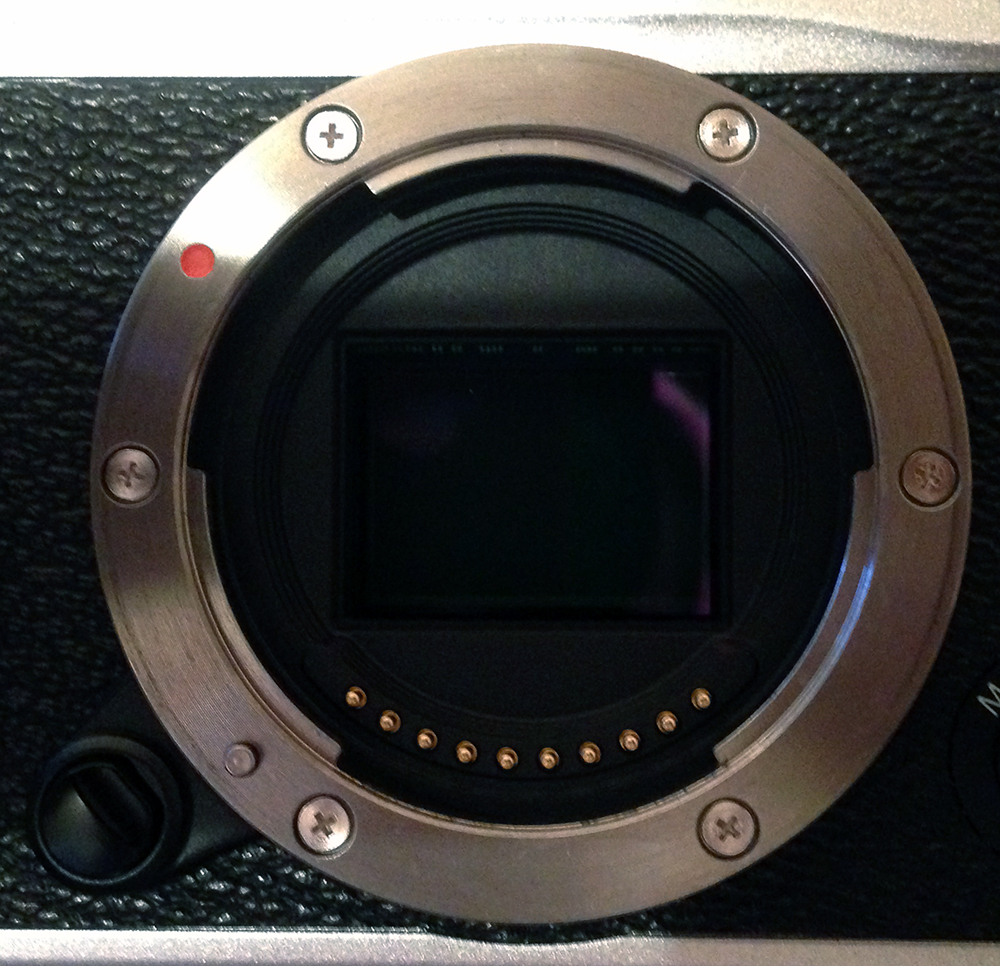
Attacco Fujifilm X su una fotocamera Fujifilm X-E1

Tra gli obiettivi che utilizzano questa tipologia di attacco vi sono le Fujinon (ottiche Fujifilm, XF e XC), Carl Zeiss AG (ottiche Touit), le Samyang Optics, Handevision, SLR Magic e Zhongyi Optics. 
È stato anche annunciato un adattatore per consentire la compatibilità con gli obiettivi Leica M. 
Inoltre, è disponibile una serie di adattatori per una gamma di obiettivi SLR, che consente il montaggio di obiettivi (senza messa a fuoco automatica o apertura automatica) da Canon, Nikon, Minolta, Contax / Yashica, Konica e altri. 
Questo tipologia di innesto non deve essere confuso con l'attacco Fujica X fuori produzione, che non è compatibile con il nuovo attacco X senza un apposito adattatore.

## Fotocamere che utilizzano l'attacco Fujifilm X
- Fujifilm X-A1
- Fujifilm X-A2
- Fujifilm X-A3
- Fujifilm X-A5
- Fujifilm X-A10
- Fujifilm X-E1
- Fujifilm X-E2
- Fujifilm X-E2s
- Fujifilm X-E3
- Fujifilm X-H1
- Fujifilm X-M1
- Fujifilm X-Pro1
- Fujifilm X-Pro2
- Fujifilm X-Pro3
- Fujifilm X-T1
- Fujifilm X-T2
- Fujifilm X-T3
- Fujifilm X-T4
- Fujifilm X-T10
- Fujifilm X-T20
- Fujifilm X-T30
- Fujifilm X-T100
- Fujifilm X-T200
- Fujifilm X-S10